# Origanum microphyllum
Origanum microphyllum là một loài thực vật có hoa trong họ Hoa môi. Loài này được (Benth.) Vogel mô tả khoa học đầu tiên năm 1841.